# Cephalogale
Cephalogale es un género extinto de hemiciónidos que vivió entre el Oligoceno tardío hasta el Mioceno, endémico de Norteamérica y Europa de entre los 33.9—20 Ma, existente desde hace 33.9-20 millones de años.
Aunque se le relaciona con los hemiciónidos, Cephalogale es considerado como un antecesor de los osos.

## Taxonomía
Cephalogale fue nombrado por Henri Filhol en 1879.  Su tipo es Cephalogale geoffroyi. Fue asignado a Ursidae por Carroll (1988); a Hemicyoninae por Hunt (1998); y a Ursoidea por Wang et al. (2005).

## Distribución fósil
- Dětaň, República Checa entre 33.9—28.4 Ma
- Cetina de Aragón, España entre 22.4—20 Ma
- Cantera de Standing Rock, Formación Zia Sand, Sandoval, Nuevo México entre 24.8—20.6 Ma
- Canteras de Agate Springs, Sioux, Nebraska entre 23—5.3 Ma
- Cantera de Hemingford, Formación Runningwater, Box Butte, Nebraska entre 20.6—16.3 Ma